# Serranda a gravità

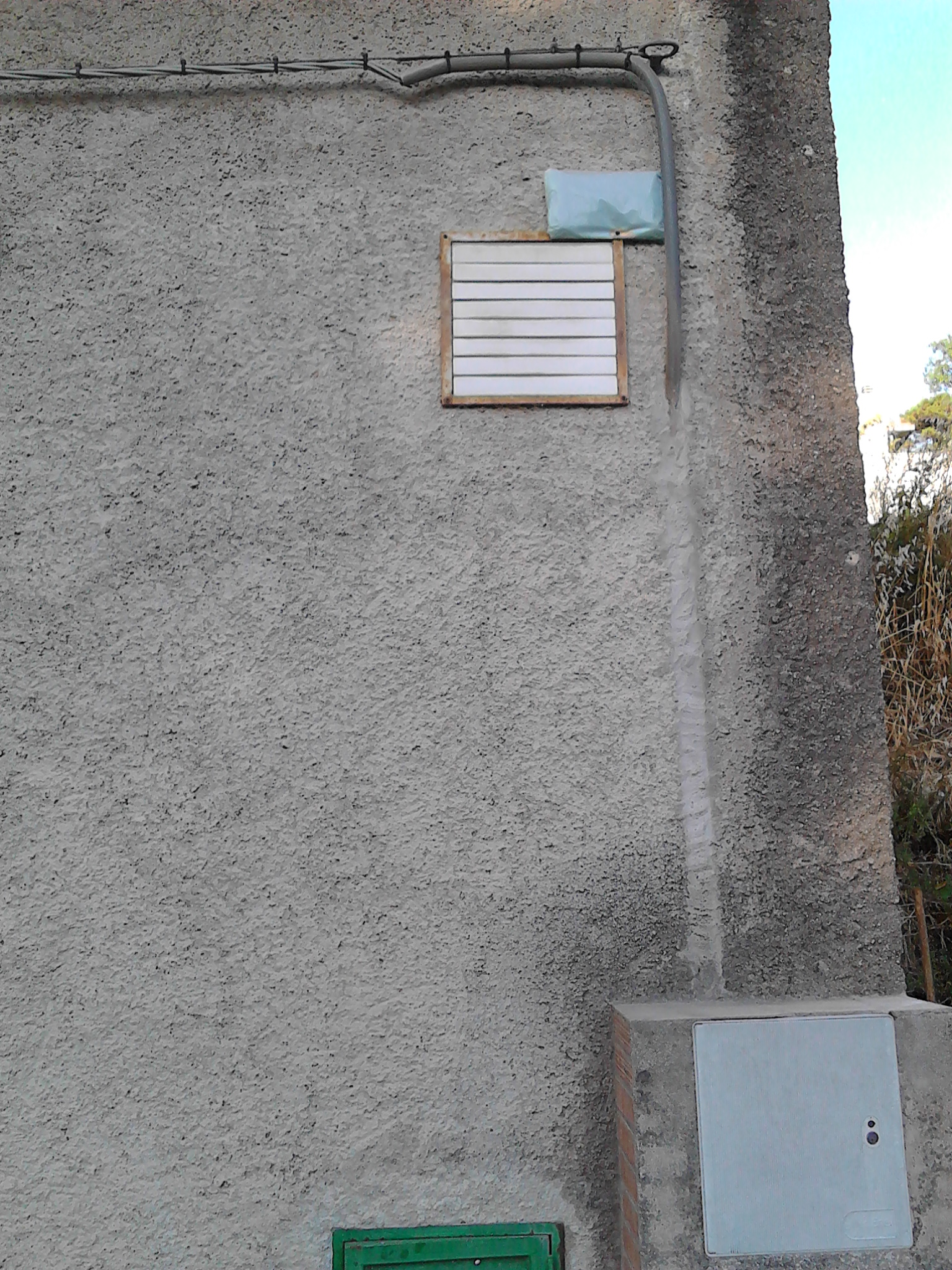
Una serranda a gravità (in alto) per l'espulsione dell'aria prodotta da un aspiratore

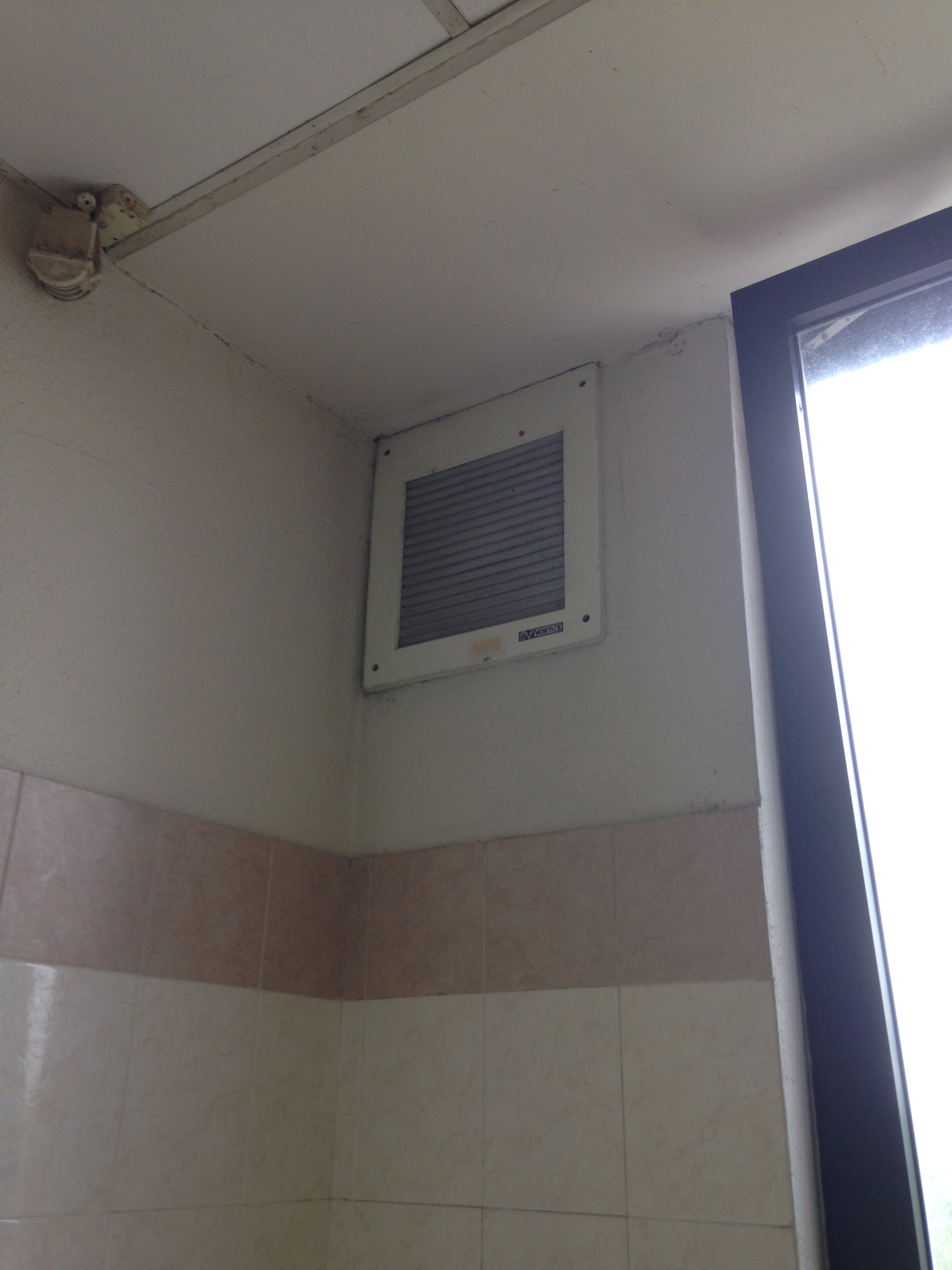
Un modello di aspiratore dotato di serranda a gravità posteriore elettrica

La serranda a gravità è una bocchetta per l'uscita dell'aria dotata di alette che si aprono al passaggio dell'aria e che si richiudono quando il flusso d'aria cessa. Questa si posiziona all'esterno ed è utile per le ventole di aspirazione per evitare rientri dell'aria quando l'impianto è spento, come in giornate di vento molto forte. Ci sono inoltre alcuni modelli di aspiratore che sono dotati posteriormente di serranda a gravità elettrica che si apre all'accensione dell'apparecchio e si richiude quando viene spento.

## Funzionamento
Quando la ventola di aspirazione viene accesa, dall'interno aspira l'aria, mentre dall'estero viene buttata fuori, quindi le alette si aprono e quando la ventola viene spenta le alette si richiudono in quanto l'aria non passa più. Ci sono inoltre serrande a gravità che possono essere posizionate nel lato aspirazione delle ventole, cioè appena la ventola viene accesa, la forza aspiratrice solleva le alette e quando la ventola viene spenta, le alette si richiudono.

## Vantaggi e svantaggi

### Vantaggi
Il vantaggio principale è evitare rientri dell'aria a impianto spento, come in giornate di vento, cioè quando le alette sono chiuse, il vento non entra.

### Svantaggi
Lo svantaggio principale è che quando ci sono giornate di vento molto forte, questo può sollevare le alette, e in alcuni casi far girare l'elica della ventola di aspirazione, perciò durante queste giornate possono verificarsi rientri dell'aria dall'esterno.